# Cheilodipterus octovittatus
Cheilodipterus octovittatus är en fiskart som beskrevs av Cuvier 1828. Cheilodipterus octovittatus ingår i släktet Cheilodipterus och familjen Apogonidae. Inga underarter finns listade i Catalogue of Life.